# Palcacocha
Le Palcacocha — graphie hispanisée du Quechua Pallqaqucha, signifiant littéralement pallqa, p'allqa, p'alqa carrefour, intersection et qucha lac, — est un lac glaciaire situé dans la cordillère des Andes, dans la province de Huaraz, région d'Ancash au nord-ouest du Pérou.

## Localisation

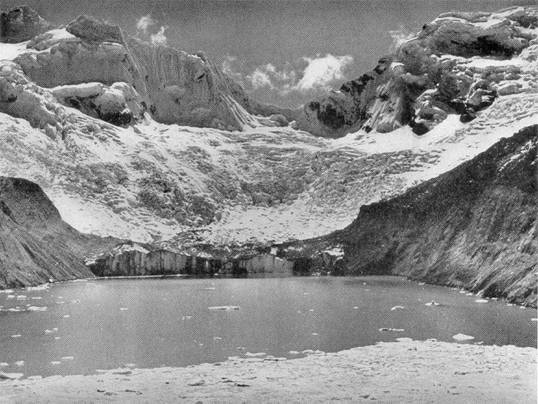
Lake Palcacocha in 1939

Palcacocha est situé à 9° 23′ 49″ S, 77° 22′ 47″ O dans la cordillère Blanche à une altitude de 4 566 mètres, au pied des sommets du Palcaraju (6 274 m) et du Pucaranra (6 156 m). Il est l'un des lacs dont les eaux alimentent la ville d'Huaraz, située à 23 km au sud-ouest.

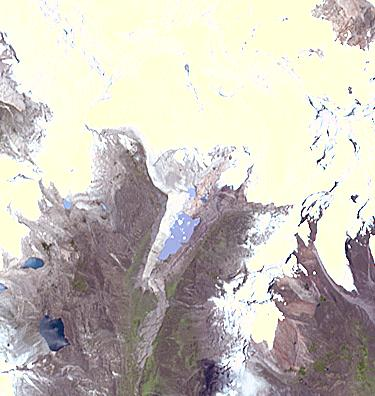
Palcacocha en 2001

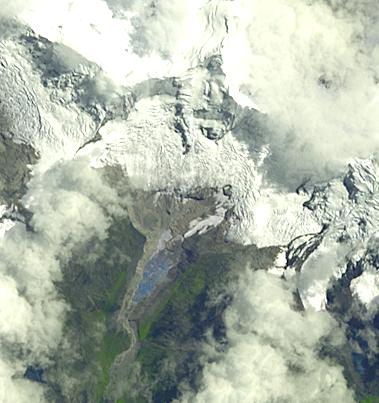
Palcacocha en 2003

## Glissement de terrain de 1941
Dans la matinée du 13 décembre 1941, un pan entier du glacier adjacent se détache et tombe dans le lac Palcacocha provoquant la rupture des parois morainiques qui délimitaient le lac. Une vague déferla le long de la vallée de Cojup, détruisant la Laguna Jiracocha sur son passage et emportant avec elle d'importants blocs de glace, de pierre et une importante quantité de boue en direction de la vallée du Río Santa. Dans les 15 minutes, la coulée de boue avait atteint la ville de Huaraz, et les 400 m3 de débris ont enseveli une partie de la ville et tué entre 6 000 et 7 000 habitants.

## Développements récents
En avril 2003, des scientifiques de la NASA découvrent une fissure dans le glacier situé en amont du lac Palcacocha sur des images satellites prise par Terra en novembre 2001. Leur message d'avertissement parvient au Pérou, deux semaines après que des membres de Unidad de Glaciologia y Recursos Hidricos (Unité de Glaciologie et des Ressources Hydriques - UGRH) avaient procédé à la cartographie du lac Palcacocha, où la rupture d'une moraine avait causé une inondation mineure le 19 mars 2003, que les infrastructures de sécurité construites dans les années 1940 avaient permis de contenir. 
Selon des recherches effectuées par des scientifiques de l'Université d'Innsbruck en Autriche, la panique des habitants et le préjudice économique causés par ce message d'avertissement américain auraient pu être évités. En effet, cet avertissement ayant été basé sur une lecture erronée des images satellite. 
Le volume d'eau du lac Palcacocha a augmenté de manière significative ces dernières années. Selon une étude de l'Université du Texas à Austin, la ville d'Huaraz fait face à un risque élevé d'inondation en raison du niveau du lac. Le volume de celui-ci a été mesuré en hausse à 34 reprises depuis 1970, et l'état d'urgence a été déclaré à plusieurs reprises. Dans le même temps, la population d'Huaraz est passée d'environ 25 000 habitants en 1941 à environ 100 000 habitants, dont une grande partie vivent dans des zones potentiellement inondables.
En 2010, l'UGRH présente un plan pour faire baisser le niveau du lac de 15 mètres et ainsi réduire le risque d'inondation. Dans le même temps, le gouvernement péruvien retire à l'UGRH la responsabilité de la gestion des lacs glaciaires et la transfère aux autorités régionales. Depuis cette date, les autorités régionales n'ont pas réussi à réunir les fonds nécessaires pour mettre en place les mesures préconisées par l'UGRH, six gouttières ont été installées en 2011 permettant de réduire le niveau d'eau du lac de 3 mètres en juillet 2013.

## Responsabilité mondiale
En mars 2015, Saúl Luciano Lliuya, un habitant d'Huaraz directement menacé par le risque d'inondation, tenta de sensibiliser l'opinion mondiale sur la situation du lac Palcacocha en envoyant une lettre à l'entreprise allemande RWE qu'il rend responsable en partie de la situation,. Luciano Lliuya affirme dans sa lettre que RWE a contribué à un demi pour cent du réchauffement climatique de par son activité ; et que donc, RWE devait contribuer à la prise en charge de la réduction du risque à cette hauteur. Le 30 avril 2015, l'entreprise allemande répond en affirmant que la demande de Saúl Luciano Lliuya n'avait pas de fondement légal et que l'entreprise n'était pas responsable de la situation.